# RUNNING BOY スター・ソルジャーの秘密
『RUNNING BOY スター・ソルジャーの秘密』（ランニングボーイ スター・ソルジャーのひみつ）は、フィルムリンク・インターナショナル制作の日本のアニメ。1986年7月20日から東宝系で公開された。

## 概要
当時のファミコンブームに便乗し、ハドソンの企画により制作された、ゲーム『スターソルジャー』を題材にした作品である。
『GAME KING 高橋名人VS毛利名人 激突!大決戦』と同時上映された。夏休みに合わせ、早朝に公開されるも、興行的には失敗に終わり、早々に打ち切られた。劇場公開終了後は早々にビデオ化され発売。当時のレンタルビデオ店にも並んでいた。
サブタイトルの「スターソルジャーの謎」とある通り、公開前の宣伝では映画内でゲームのスターソルジャーの裏技が明かされるともアピールされていた。ただし、映画内でゲームで使用する正確な発動コマンドを公開といったものではなく、作中の展開の中でそういう技が存在する事を見せるというもので、本作のラストに発動する黄金の指モードが該当する。発動効果はゲームではショットがオート連射になるだけなのに対し、作中ではオート連射・バリア・8方向ショットでほぼ無敵になっている。発動条件も実際のゲームとは少し異なる。

## あらすじ
げん太は将来プログラマーになることを夢見る小学6年生。HUSON社の野本プログラマーと知り合い、究極のシューティングゲーム『スターソルジャー』の開発に関わるようになるが、そのゲームアイデアを親友であった秀樹に盗まれる。秀樹は盗んだアイデアを雑誌に投稿して採用される。対立するげん太と秀樹は友人たちとHUSONに潜入し、『スターソルジャー』のシミュレータ「ハチの巣」で対決することになる。

## スタッフ
- 製作 - Mataichiro Yamamoto
- 企画 - 工藤裕司、大里幸夫
- プロデューサー - 山川紀生、林大三郎
- 脚本 - 石原純一、岡かすみ
- アニメーションディレクター - 窪秀巳
- キャラクターデザイン・作画監督 - 鈴木大司
- メカ作監 - 中村悟
- テクニカルコーディネーター - 湖川友謙
- 音響効果 - 伊藤克己、今野康之
- タイトル - マキ・プロ
- 現像 - IMAGICA
- 美術監督 - 千葉康之
- 撮影監督 - 高橋明彦
- 音響監督 - 松浦典良
- 音楽 - 高橋洋一
- 監督 - 小華和ためお

## 登場人物
篠山げん太声 - 山田栄子
東園寺秀樹声 - 藤田淑子
野本勝彦声 - 塩沢兼人
高橋名人声 - 田中秀幸
北海まきば声 - 柴田由美子
近藤声 - 龍田直樹
佐伯声 - 田中真弓
細井先生声 - 福士秀樹
げん太の父声 - 藤本譲
げん太の母声 - 川島千代子
篠山小百合声 - 室井深雪
社長声 - 筈見純
企画室長声 - 大滝進矢
秀樹の母声 - 梨羽由紀子
司会者声 - 高田由美

## 主題歌
オープニングテーマ「ランナー」
作詞 - 麻尾るみこ / 作曲 - 鈴木康博 / 編曲 - 国吉良一 / 歌 - 高橋名人
エンディングテーマ「青春惑星」
作詞 - 岡かすみ / 作曲 - 石川鷹彦 / 編曲 - 石川鷹彦 / 歌 - 高橋名人
挿入歌「スターソルジャーのテーマ」
作詞 - 岡かすみ / 作曲 - 笹路正徳、ハニービー / 編曲 - 笹路正徳 / 歌 - 高橋名人